# Pliego
Pliego est une commune d'Espagne de la région de Murcie. Elle s'étend sur 29 km2 et compte 3 843 habitants en 2020.

## Géographie
La commune de Pliego est entièrement enclavée dans celle de Mula, elle occupe le centre-sud du bassin de Mula et le versant nord de la sierra Espuña, environ 45 km à l'ouest de Murcie. Un service de bus relie Pliego à Mula et à Murcie.
La commune se compose de zones montagneuses et de vallées. Elle fait partie du  bassin versant de la Segura. Sa principale rivière est le río Pliego, affluent du río Mula.
Le climat est méditerranéen à tendance aride. Les précipitations sont faibles toute l’année (environ 335 mm par an) et presque absentes en été.
L'économie locale est fondée sur l'agriculture et l'élevage. Les arbres fruitiers — abricotiers, pêchers, amandiers et vignes — sont devenus la culture principale.

## Histoire

### Âge du bronze
Située au nord-est de la sierra Espuña, sur un escarpement surplombant les plaines, La Almoloya est un site archéologique de l'âge du bronze découvert en 1944. Il s'agit d'un centre urbain du IIe millénaire av. J.-C. appartenant à la culture d'El Argar.
En 2014, la mise au jour d'une double sépulture y livre les restes d'un couple et de riches ornements. L'homme porte des boutons d'oreilles en or et un bracelet en cuivre. La femme porte plusieurs bagues et bracelets en argent, un collier de perles ainsi qu'un diadème en argent. Ce diadème, dont le type se retrouve dans un rayon de 90 km, dans quatre autres sépultures féminines de la culture d'El Argar, pourrait être un symbole de pouvoir,. De plus, la structure où a été retrouvée cette tombe, unique par sa taille et ses caractéristiques, pourrait être l'un des premiers « palais » d'Europe,.
Outre le site remarquable de La Almoloya, l’âge du bronze est représenté sur la commune par le site du Sangrador de Las Anguillas qui se limite à quelques tombes.

### Époque romaine
Quelques vestiges de l’époque romaine (fragments de céramiques, tegulas, etc.) provenant du site de Los Cabecitos, sont conservés au musée archéologique provincial de Murcie.

### Moyen-Âge

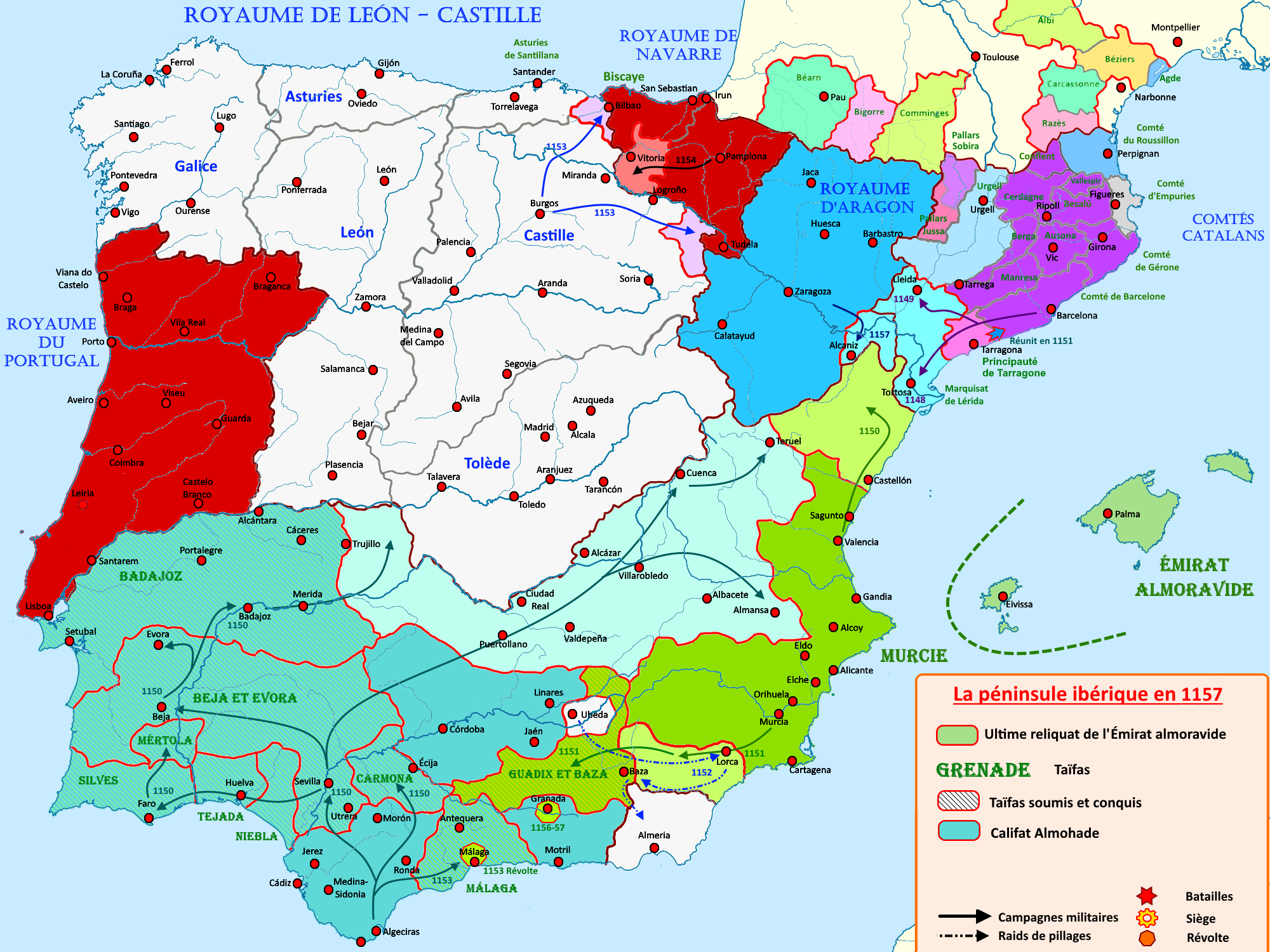
Expansion de la taïfa de Murcie de 1148 à 1157.

Contrairement à l’époque wisigothique qui n’a pas laissé de traces dans la commune, le monde médiéval musulman et mudéjar est bien représenté sur le territoire de Pliego.
Un premier foyer de peuplement musulman s’installe près du lieu-dit La Mota, les fortifications de cette époque sont connues sous le nom de Castillo de las Paleras. 
Ce premier noyau urbain est abandonné après la rébellion mudéjare de 1264-1266 au profit de l'actuelle ville de Pliego et du château qui la domine.
Pliego passe sous l’autorité de l'ordre de Santiago au XIVe siècle.

## Monuments
L’église Santiago Apóstol, dédiée à saint Jacques, est reconnue monument historique artistique et bien d’intérêt culturel depuis 1983. Il ne reste que des ruines des deux châteaux médiévaux, celui de Pliego est déclaré bien d’intérêt culturel en 1985 et celui de las Paleras est déclaré bien d’intérêt culturel en 1997.
Bâtie en 1802, la Casa de la Tercia remplace des bâtiments plus anciens situés dans la ville médiévale. C'était la commanderie de l’ordre de Santiago ainsi qu’un grenier où étaient collectés les impôts en nature. Elle doit son nom au partage en trois des dîmes : un tiers revenait à l’ordre de Santiago, un tiers au Roi et un tiers à l’Église.
Sur une esplanade dominant la campagne environnante, la chapelle Ermita de la Virgen de los Remedios présente un clocher-mur. Son état actuel, de style baroque, date du XVIIIe siècle.

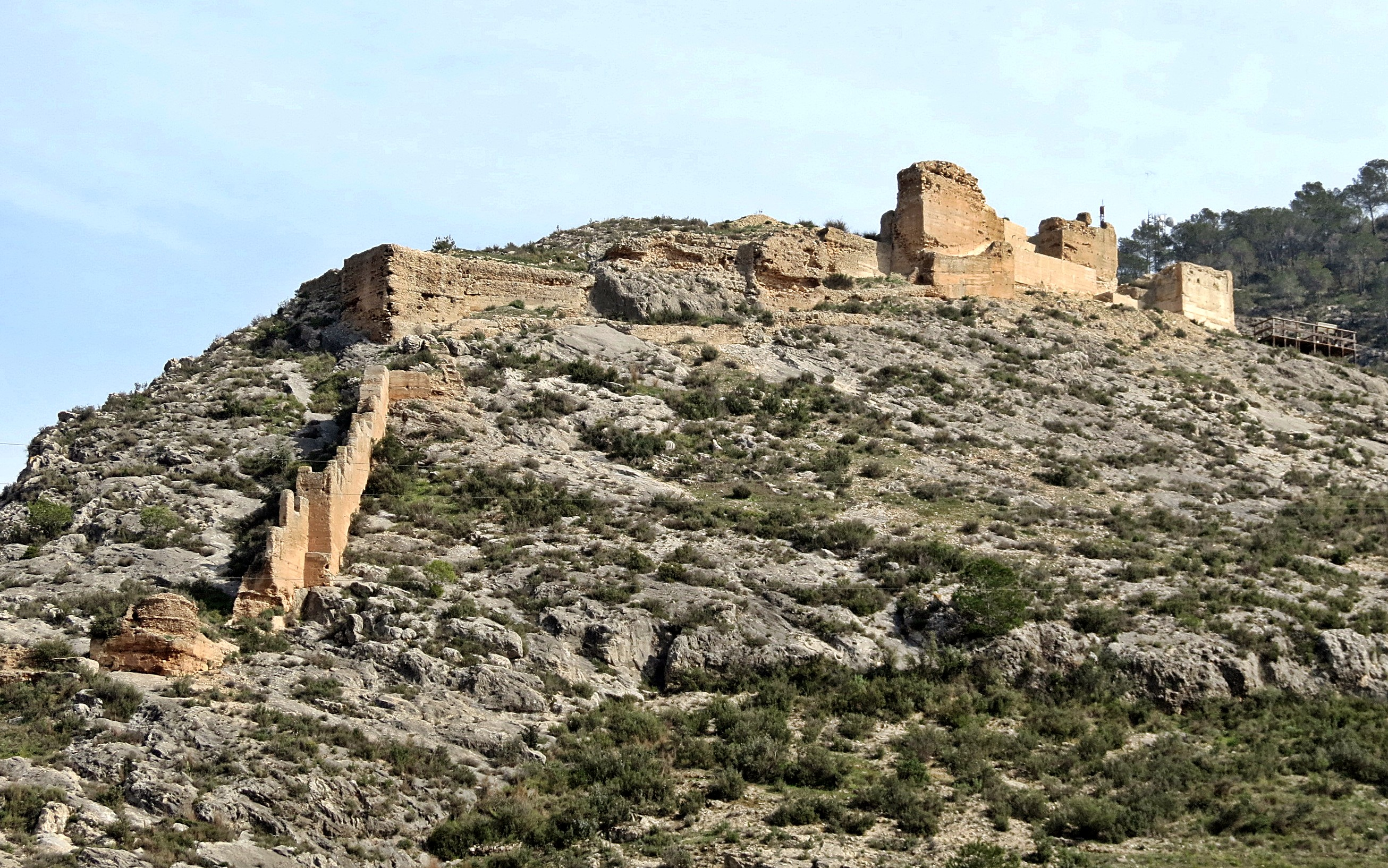
Château de Pliego.
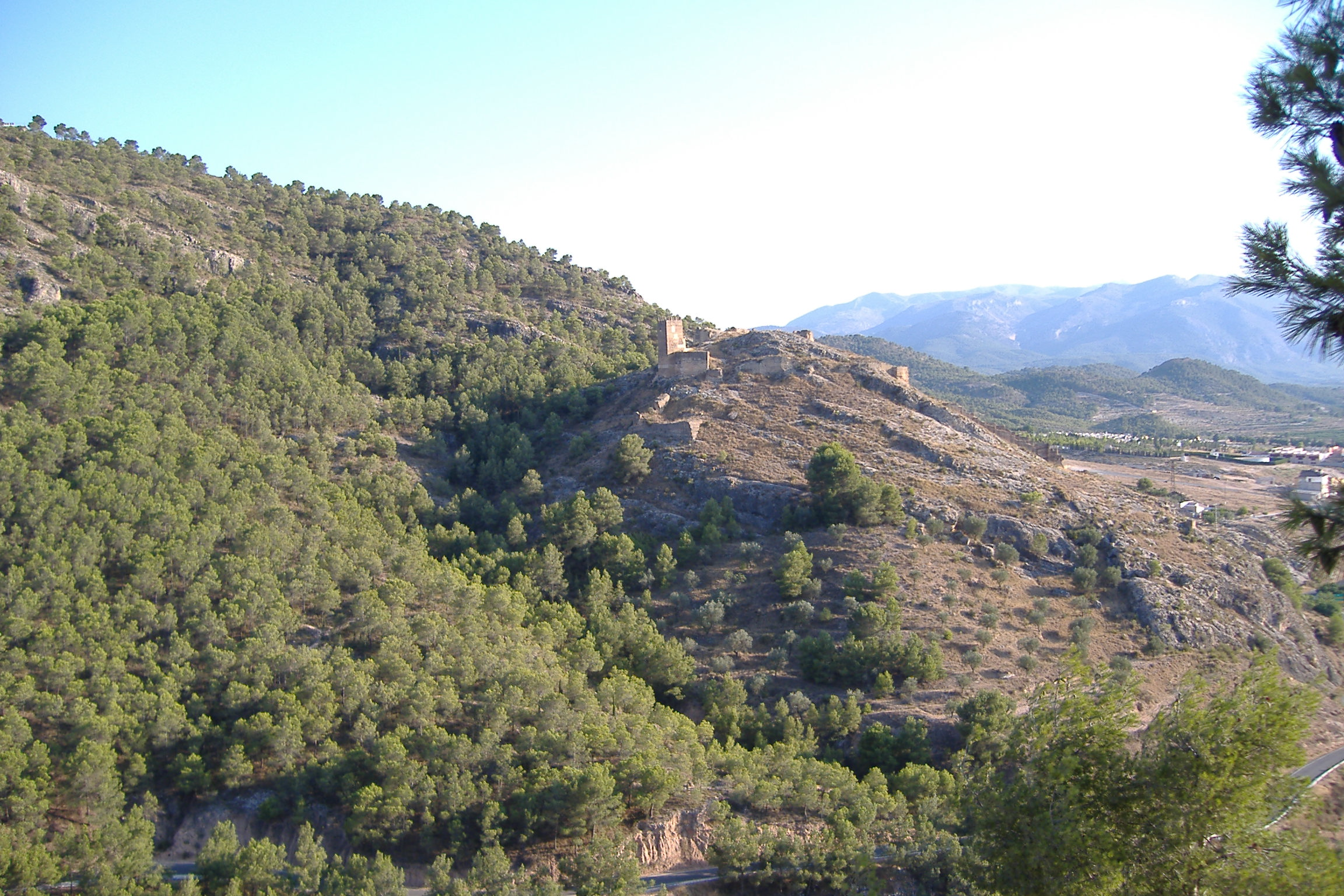
Situation du château.
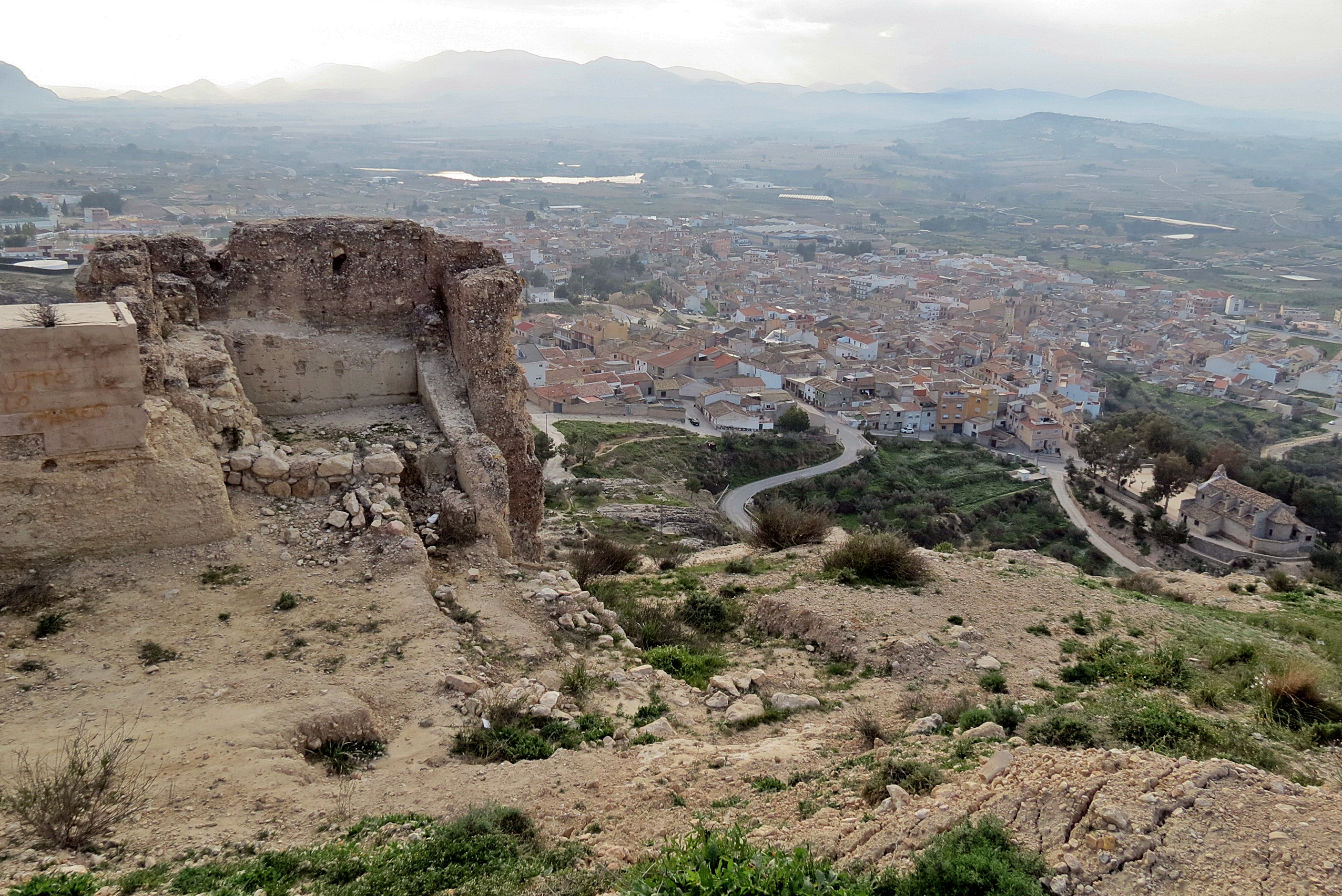
Panorama.
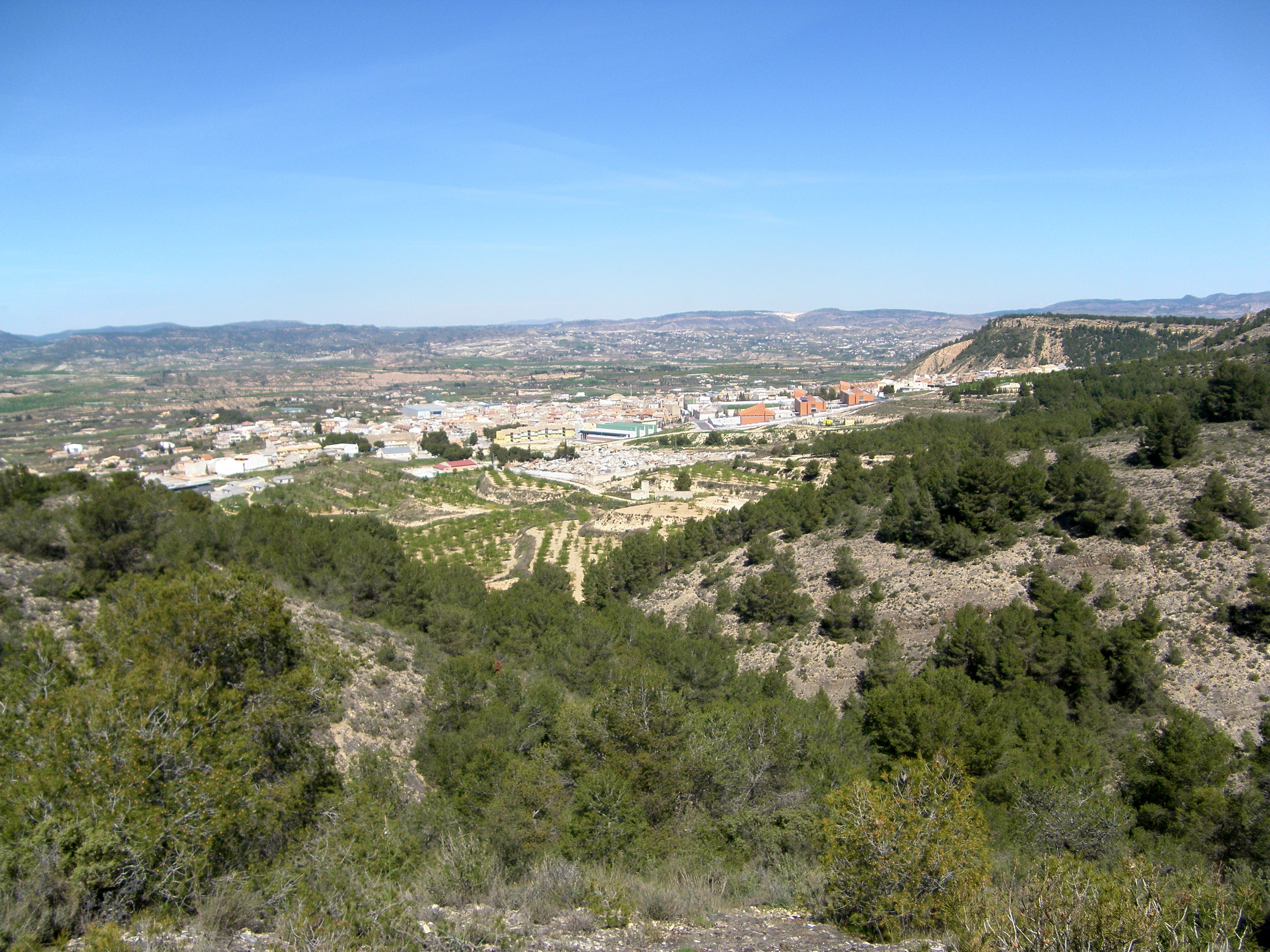
Vallée de Pliego.
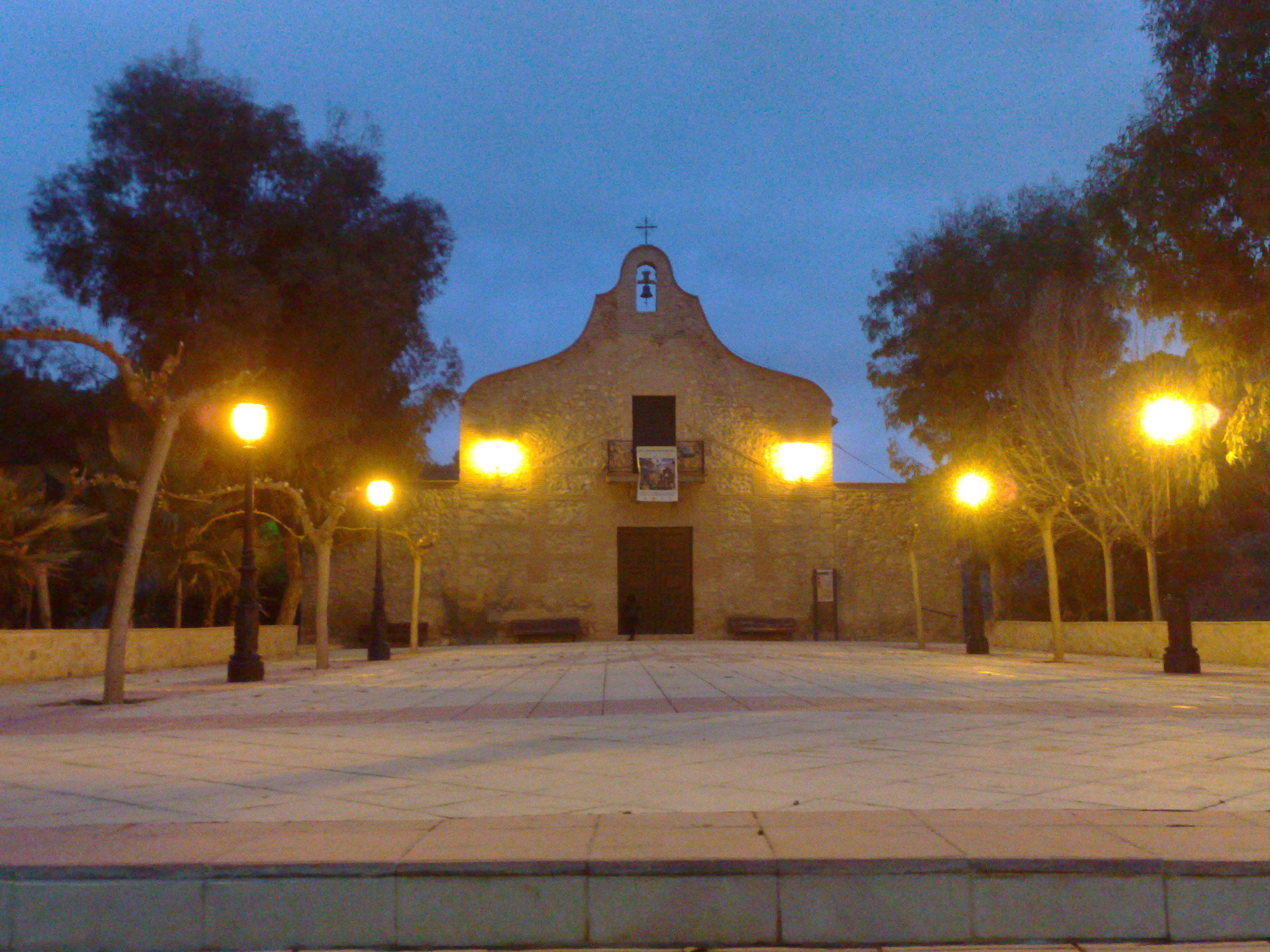
Ermita de los Remedios.